# Musgrave-Medaille
Die Musgrave-Medaille (Musgrave medal) ist die höchste Auszeichnung des Institute of Jamaica. Sie wird jährlich für besondere Verdienste im Bereich von Literatur, Kunst und Wissenschaft verliehen.

## Geschichte
Die Musgrave-Medaillen werden seit 1897 vergeben und tragen den Namen des Institutsgründers Sir Anthony Musgrave, einem früheren Gouverneur Jamaikas. Nach dem Tod von Musgrave 1888 entschied die Versammlung der Gouverneure, diese Auszeichnung jährlich zu vergeben. Der britische Bildhauer Alfred Toft gestaltete die Medaille. Zwischen 1897 und 1906 wurde der Preis nur für Kunst und Kunsthandwerk vergeben. Seit 1897 wurden Silber- und Bronze-Musgrave-Medaillen vergeben, 1941 die erste Goldmedaille. Sie ging an Edna Manley für ihre Verdienste zur Förderung von Kunst und Literatur. Die Musgrave-Medaille in Gold wird als Preis für herausragende Dienste in Literatur, Kunst und Wissenschaft in den Westindischen Inseln vergeben, ging aber meist an jamaikanische Persönlichkeiten.
Die Empfänger der Musgrave-Medaille werden wegen ihrer langjährigen Verdienste, Förderer von Reform und Wandel zu sein, ausgezeichnet. Die nominierte Person steht somit immer auch in einem Zusammenhang zu Einfluss und Inspiration breiter gesellschaftlicher Schichten. Die Gewinner des Preises werden jährlich im Oktober bekanntgegeben.

## Musgrave-Medaille in Gold
Die Musgrave-Medaille in Gold wird an Personen oder Institutionen vergeben, die eine internationale Bedeutung in ihrem jeweiligen Arbeitsbereich erreicht haben. Sie wird nur vergeben, wenn die Anforderungen der Musgrave-Medaille zu einem absoluten Höchstmaß erreicht wurden.
Empfänger der Musgrave-Medaille in Gold (Auswahl):
- 1941: Edna Manley, Bildhauerei
- 1974: Albert Huie, Malerei
- 1976: Louise Bennett, Poesie und Theater
- 1977: Ronald Moody, Bildhauerei
- 1981: Rex Nettleford, Kunst (Tanz)
- 1984: Cecil Baugh, Keramik
- 1987: Carl Abrahams, Malerei
- 1999: Erna Brodber, Literatur[2]
- 2002: David Pottinger, Malerei
- 2011: Hedley Jones, Musik[3]
- 2012: Edward Baugh, Literatur, und Horace Fletcher, Medizin[4]
- 2013: Lee Perry, Musik[5], Franklin Knight, Literatur
- 2014: Anthony C. Winkler, Literatur, Petrona Morrison, Bildhauerei, Celia Christie-Samuels, Medizin[6]
- 2015: Orlando Patterson, Literatur;[7] Sly Dunbar und Robbie Shakespeare („Sly & Robbie“)[8]
- 2017: Herbert Ho Ping Kong, Wissenschaft[9]
- 2018: Peter Ashbourne-Firman, Kunst, Basil Burke, Wissenschaft, Mervyn Morris, Literatur[10]
- 2019: Godfrey Oliver Palmer, Wissenschaft, Winston Alexander George Ewart, Musik, Michael Bucknor, Literatur[11]
- 2021: Steven Woodham, Musik, Ishion Hutchinson, Literatur, Mona Webber, Wissenschaft[12]
- 2022: Joy Spence, Destillerie, Diana McCaulay, Umweltaktivistin, Lenford Salmon, Kultur[13]
- 2024: Carolyn Cooper, Literatur, Vivian Crawford, Kunst, Marcia Roye, Wissenschaft[14]

## Musgrave-Medaille in Silber
Die Musgrave-Medaille in Silber wird nicht als untergeordnet erachtet. Sie wird an Persönlichkeiten und Institutionen vergeben, die die Leistungen der Goldmedaille erreicht haben, diese Bedeutung aber nicht auf internationaler Ebene nachweisen können. Höchstens sechs solcher Medaillen werden pro Jahr vergeben.
Empfänger der Musgrave-Medaille in Silber (Auswahl):
- 1958: Albert Huie, Kunst
- 1974: Christopher González, Kunst
- 1975: Sidney McLaren, Kunst
- 1987: David Pottinger, Kunst
- 1992: Annabella Proudlock, Kunst
- 1993: Colin Garland, Kunst
- 2003: Kenneth Khouri, Musik[15]
- 2004: Kwame Dawes, Literatur
- 2009: Kei Miller, Literatur
- 2010: Gaston Tabois, Kunst, Lloyd Brevett und Lloyd Knibb, Musik[16]
- 2011: Omari Sediki Ra oder African, (Robert Cookhorne), Kunst[17]
- 2012: Bryan McFarlane, Kunst[18]
- 2013: Franklin Bernal, Kunst, Marlon James, Literatur, Earl „Chinna“ Smith, Musik
- 2014: Jasmine Thomas-Girvan, Goldschmiedin, Donovan Germain, Musik, Karl Aiken, Lebenswissenschaften[6]
- 2015: Myrna Hague-Bradshaw, Sängerin, Patricia Ricketts, Photographin, Ralph Thompson, Dichter, Donnette Ingrid Zacca, Photographin, Errol Charles Alberga, Architekt, Anthony Vendryes, Mediziner[8]
- 2017: Freddie McGregor, Musik, Tanya Shirley, Literatur, Daniel Coore, Wissenschaft[9]
- 2018: Jean „Binta“ Breeze, Literatur, KC Chapel Choir, Kunst, Henry Lowe, Wissenschaft[10]
- 2019: Douglas R. Ewart, Musik, Tara Prasad Dasgupta, Wissenschaft, Shirley Carby, Literatur[11]
- 2021: Shara McCallum, Lyrik, Jimmy Tucker, Musik, Mark Harris, Wissenschaft[12]
- 2022: Eric Garraway, Entomologie, Geoffrey Philp, Autor, Kevin Jackson, Animator[13]
- 2024: Barabara Blake Hannah, Literatur, L’Antoinette Stines, Kunst, Conrad Douglas, Wissenschaft[14]

## Musgrave-Medaille in Bronze
Diese Medaille ehrt die Leistungen von Aktivitäten kommunaler Bedeutung oder die Verdienste junger Künstler, Musiker, Literaten oder Wissenschaftler. Sie wird oft als Einstiegsehrung des Institute of Jamaica eingesetzt um Persönlichkeiten oder Organisationen auf ihrem Weg zu bestärken.
Empfänger der Musgrave-Medaille in Bronze (Auswahl):
- 1988: Seya Parboosingh, Kunst
- 1997: Errol McKenzie, Kunst
- 2012: Ebony G. Patterson, Kunst
- 2012: Donald Shirley, Musik
- 2012: Ellen Campbell-Grizzle, Wissenschaft